# エンゲルベルガ
エンゲルベルガ（Engelberga, 830年ごろ - 896年）は、ローマ皇帝ロドヴィコ2世の皇后であり、夫ロドヴィコ2世に影響力を振るった。エンゲルベルトは恐らくスポレート公アデルキ1世の娘で、当時イタリア王国において最も力を持っていた一族のうちの一つスッポ家の出身であったと考えられている。

## 生涯
エンゲルベルガは830年ごろに生まれ、パヴィアで育った。ロドヴィコ2世とは851年10月5日に結婚したが、855年にロドヴィコの父ロタール1世が死去するまでは、政治面で役割を果たすことはなかった。ロタール1世の死後、その王国は息子たちのあいたで3分割され、長男のロドヴィコがイタリア王国と皇帝位を継承した。
856年、ヴェネツィアで総督ピエトロ・トラドニコとその息子ジョヴァンニにもてなされた。数年後には、エンゲルベルガは教皇ニコラウス1世とラヴェンナ大司教ジョヴァンニとの対立において影響力を振るいはじめていた。教皇に反抗的であるとみなされ、ジョヴァンニは3度教皇の法廷に招致されたが、パヴィアの皇帝の宮廷に避難した。そこでエンゲルベルガは、ジョヴァンニのためにローマとの間を仲裁しようとした。最終的には成功しなかったが、この出来事はエンゲルベルガの皇后としての影響力を示す端緒となった。
862年、ロドヴィコの弟ロタリンギア王ロタール2世は妃テウトベルガとの間に子ができないため、離婚しようと考えていた。領内の司教らはこの離婚と再婚に賛成したが、863年11月、教皇ニコラウス1世はその司教らをローマに召喚し、教会法を侵害したとして破門を言い渡した。司教らはロドヴィコの宮廷に逃げ、自己弁護をした。皇帝は864年1月に教皇庁を包囲した。エンゲルベルガは教皇に手紙を送り、もし皇帝と交渉するために宮廷に来るならば、身の安全を保証するとした。この会談は合意に達し、司教らは帰還を赦され、包囲は解かれた。
その後、エンゲルベルガは外交上で大きな役割を果たすため、夫ロドヴィコからさらなる地位を与えられた。868年、エンゲルベルガは帝国修道院としての歴史を持つブレシアのサン・サルヴァトーレ修道院の修道院長となった。
872年1月、貴族らはエンゲルベルガが男子継承者を産まないため、皇后の座から降ろそうとした。そこでロドヴィコは東フランク王ルートヴィヒ2世を後継者とするため、ルートヴィヒ2世と交渉をはじめた。エンゲルベルガを除くために、貴族らは875年にロドヴィコが死去した時、西フランク王シャルル2世を後継者に選んだ。シャルルに忠実なアルル伯ボソはエンゲルベルガとその娘エルマンガルドをさらい、エルマンガルドと876年6月に結婚した。それとともに公爵（dux）の位を与えられ、イタリアにおけるシャルルの代理統治者とされた。
エンゲルベルガが戻ると、879年10月15日にボソは自らプロヴァンス王位につくことを宣言した。そして、エンゲルベルガをシュヴァーベンに追放した。882年にカール3世の軍がヴィエンヌを占領した後、エンゲルベルガはイタリアに戻ることを許された。896年、エンゲルベルガは自らが創建したピアチェンツァのサン・シスト修道院の修道院長となったが、その後まもなくして亡くなった。

## 子女
ロドヴィコ2世との間に二女をもうけた。
- エルマンガルド（イルミンガルド）（852年/855年 - 896年） - 後のプロヴァンス王ボソと結婚
- ギーゼラ（852年/855年 - 868年） - ブレシアのサン・サルヴァトーレ女子修道院長